# Дворище (Житомирський район)
Дво́рище — село в Україні, у Хорошівській селищній територіальній громаді Житомирського району Житомирської області. Населення становить 732 особи (2001).

## Географія
Дворище розташоване в межах природно-географічного краю Полісся і за 5 км від центру громади — міста Хорошів. Найближча залізнична станція — Нова Борова, за 23 км. Через село протікає річка Ірша.
У селі розташований парк-пам'ятка садово-паркового мистецтва місцевого значення «Дворищанський парк».

## Історія
Перша згадка про Дворище датується 1588 роком.
У 1650 році на мапі Даніеля Цвікера підписані як Дворища (в оригіналі Dworzyszcza — Двожища) .
У 1754 році у книзі подимного податку Київського воєводства згадуються як Двориська (в документі польською мовою Dworzyska — Двожиська).
У 1788 році у Дворищі налічується 6 дворів.
У 1811 році в Дворищах було 3 двори, у яких жили 81-річний Дем'ян Іванович Конабчук (викривлене Конопчук) з трьома синами; Федір Олексійович Алексин з родиною та зятем Нечипором Слюсарчуком; Василь Іванович Опанасюк з родиною.
В 1816 році Дворищами володів підполковник Даніель син Адама Осташевський, гербу Остоя, при підполковнику жили дві шляхетські родини Стефана Францовича Дуніна-Вонсовича, гербу Лебідь, з Давидівки та родина покійного Яна Павловського з Житомира; згодом Вонсовичі переселились в Полівську Гуту.
У 1834 році власником села був поміщик Волинських Дворянських Депутатських Зборів Василь Петрович Троцький. 
У 1850-х роках у Дворищах налічується 50 дворів.
У 1911 році налічувалося 126 дворів, де проживало 1010 жителів. 1913 року в селі розпочало свою діяльність однокласне народне училище, яке очолив Араклій Уласович.
У 1932–1933 роках Дворище постраждало від Голодомору. За свідченнями очевидців кількість померлих склала щонайменше 13 осіб.
Упродовж німецько-радянської війни участь у бойових діях брали 268 місцевих жителів, з них 106 осіб загинуло, 162 — нагороджено орденами і медалями.
На початку 1970-х років у селі діяли центральна садиба колгоспу «Прапор Леніна», восьмирічна школа, клуб, бібліотека із книжковим фондом 7327 примірників, фельдшерсько-акушерський пункт і дит'ясла.
До 3 серпня 2016 року — адміністративний центр Дворищенської сільської ради Хорошівського району Житомирської області.

## Населення
За даними перепису 2001 року населення села становило 732 особи, з них 98,09 % зазначили рідною українську мову, 1,5 % — російську, а 0,41 % — іншу.

## Відомі люди
- Євчук Іван Анатолійович (1992—2016) — старшина Збройних сил України, учасник російсько-української війни.